# Heinz Riesenhuber
Heinz Riesenhuber (ur. 1 grudnia 1935 we Frankfurcie nad Menem) – niemiecki polityk, chemik i nauczyciel akademicki, działacz Unii Chrześcijańsko-Demokratycznej (CDU), wieloletni poseł do Bundestagu, w latach 1982–1993 minister badań naukowych i technologii.

## Życiorys
W 1955 zdał egzamin maturalny w swojej rodzinnej miejscowości. W latach 1956–1961 studiował chemię i ekonomię na uniwersytetach w Moguncji i Monachium. W 1962 został pracownikiem naukowym na Uniwersytecie Johanna Wolfganga Goethego we Frankfurcie nad Menem, trzy lata później obronił doktorat. W latach 1966–1982 zawodowo związany z koncernem Metallgesellschaft. W ramach grupy był m.in. dyrektorem zarządzającym przedsiębiorstwa Erzgesellschaft oraz dyrektorem technicznym w Synthomer Chemie.
W 1961 wstąpił do Unii Chrześcijańsko-Demokratycznej i jej organizacji młodzieżowej Junge Union. W latach 1965–1969 przewodniczył JU w Hesji. Był członkiem zarządu federalnego Junge Union i zarządu krajowego CDU w Hesji. Od 1976 do 2017 sprawował mandat deputowanego do Bundestagu. W latach 1982–1993 pełnił funkcję ministra badań naukowych i technologii w czterech rządach Helmuta Kohla. W 2009 i 2013 jako najstarszy deputowany był przewodniczącym seniorem Bundestagu XVII i XVIII kadencji. W 2006 został przewodniczącym Deutsche Parlamentarische Gesellschaft, organizacji skupiającej niemieckich parlamentarzystów. Objął też stanowisko wiceprzewodniczącego rady dyrektorów przedsiębiorstwa HBM Healthcare Investments.
Jest żonaty, ma czworo dzieci.